# Мойсей (филм)
„Мойсей“ (на английски: Moses) е библейски драматичен телевизионен филм от 1995 година.
Базиран е на Стария завет и е съставен от 2 части. Режисиран е от Роджър Йънг, по сценарий на Лайнъл Четуинд. Участват актьорите Бен Кингсли, Франк Лангела, Кристофър Лий. Филмът е заснет в Мороко и е излъчван по TNT в САЩ. Филмът е част от библейската колекция на TNT (TNT's Bible Collection).

## В България
Филмът е излъчен на 23 декември 2017 г. по БНТ 1 с български дублаж за телевизията в продуцентско направление „Чужди програми“. Екипът се състои от:
| Преводач            | Цветелина Николова                                                                          |
| Редактор            | Елисавета Каменова                                                                          |
| Тонрежисьор         | Мая Зарчева                                                                                 |
| Режисьор на дублажа | Елена Русалиева                                                                             |
| Озвучаващи артисти  | Силвия Лулчева Ани Василева Христо Чешмеджиев Даниел Цочев Христо Узунов Светозар Кокаланов |